# 150-річчя діяльності українських залізниць (срібна монета)
«150-рі́ччя дія́льності украї́нських залізни́ць» — ювілейна срібна монета номіналом 20 гривень, випущена Національним банком України, присвячена 150-річчю від початку діяльності українських залізниць — з моменту прибуття з Перемишля до Львова пасажирського поїзда під назвою «Ярослав». Залізничному транспорту належить провідна роль у транспортній системі України. Нині в Україні діє шість залізниць.
Монету введено в обіг 28 жовтня 2011 року. Вона належить до серії «Інші монети».

## Опис монети та характеристики
| Номінал грн. | Метал            | Маса, г      | Діаметр, мм | Якість виготовлення | Гурт                           | Тираж, штук |
| ------------ | ---------------- | ------------ | ----------- | ------------------- | ------------------------------ | ----------- |
| 20           | срібло 925 проби | 62,2 / 67,25 | 50,0        | пруф                | гладкий із заглибленим написом | 4 000       |

### Аверс
На аверсі монети розміщено: угорі малий Державний Герб України та напис «НАЦІОНАЛЬНИЙ/БАНК/УКРАЇНИ», на дзеркальному тлі зображено сучасний швидкісний поїзд Української залізниці та частину колії, ліворуч — номінал «20/ГРИВЕНЬ», праворуч — рік карбування монети «2011».

### Реверс
На реверсі монети зображено один із перших поїздів, що курсували Українською залізницею, угорі напис півколом — «УКРАЇНСЬКА ЗАЛІЗНИЦЯ», під яким розміщено логотип Укрзалізниці, унизу — «150 років».

## Автори

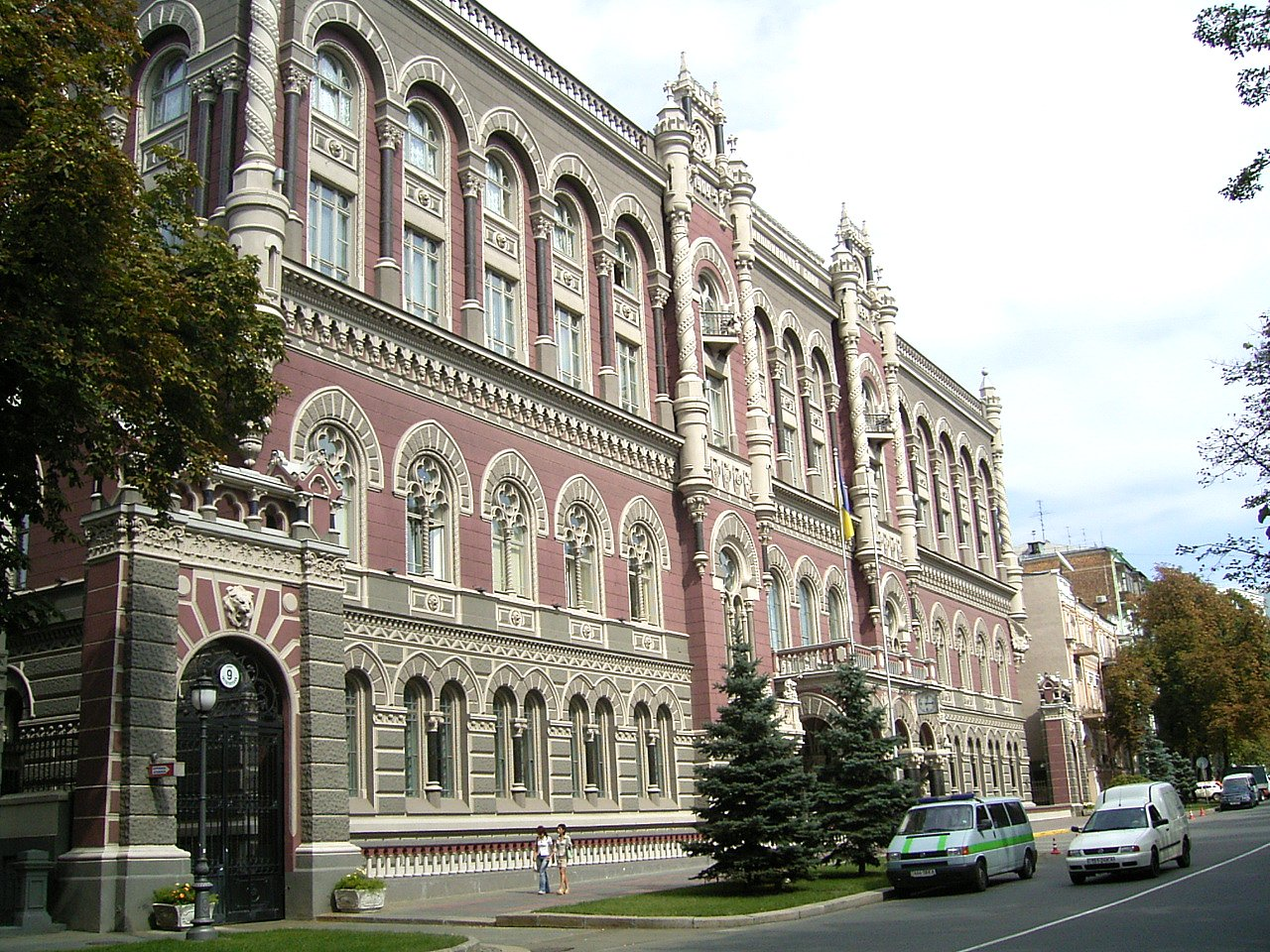
Будівля Національного банку України

- Художник — Іваненко Святослав.
- Скульптори: Атаманчук Володимир, Іваненко Святослав.

## Вартість монети
Під час введення монети в обіг 2011 року, Національний банк України реалізовував монету через свої філії за ціною 1077 гривень.
Фактична приблизна вартість монети з роками змінювалася так:
| Рік        | 2012  | 2013  | 2014  | 2015  | 2016  | 2017  | 2018  | 2019  | 2020  | 2021  | 2022  | 2023  | 2024  | 2025  |
| ---------- | ----- | ----- | ----- | ----- | ----- | ----- | ----- | ----- | ----- | ----- | ----- | ----- | ----- | ----- |
| Ціна, грн. | 1 250 | 1 300 | 1 100 | 1 100 | 1 700 | 1 900 | 1 950 | 1 950 | 1 830 | 3 000 | 3 500 | 4 600 | 7 600 | 7 700 |